# Postaphanostoma glandulosum
Postaphanostoma glandulosum är en plattmaskart som beskrevs av Jürgen Dörjes 1968. Postaphanostoma glandulosum ingår i släktet Postaphanostoma och familjen Isodiametridae. Inga underarter finns listade i Catalogue of Life.